# サン・ニコロ・ディ・コメーリコ
サン・ニコロ・ディ・コメーリコ（伊: San Nicolò di Comelico）は、イタリア共和国ヴェネト州ベッルーノ県にある、人口約400人の基礎自治体（コムーネ）。

## 地理

### 位置・広がり

#### 隣接コムーネ
隣接するコムーネは以下の通り。ATはオーストリア領（AT-7はチロル州）を示す。
- コメーリコ・スペリオーレ
- ダンタ・ディ・カドーレ
- カルティッチュ（英語版） (AT-7)
- オーバーティリアッハ（英語版） (AT-7)
- サン・ピエトロ・ディ・カドーレ
- サント・ステーファノ・ディ・カドーレ

### 気候分類・地震分類
気候分類では、zona F, 4260 GGに分類される。
また、イタリアの地震リスク階級 (it) では、zona 3 (sismicità bassa) に分類される。